# Louetsi-Bibaka
Louetsi-Bibaka ist ein Departement in der Provinz Ngounié in Gabun und liegt im Süden des Landes. Das Departement hatte 2013 etwa 2700 Einwohner.

## Gliederung
- Malinga